# (11899) Weill
(11899) Weill (1991 GJ10) – planetoida z grupy pasa głównego asteroid okrążająca Słońce w ciągu 5,66 lat w średniej odległości 3,17 j.a. Odkryta 9 kwietnia 1991 roku.